# Roublot
Le roublot est un cépage français de raisins blancs, implanté principalement dans le département de l'Yonne en région Bourgogne-Franche-Comté.

## Origine et répartition géographique
Le roublot est cultivé en Bourgogne. Le roublot est un cépage blanc à port semi-érigé qui occupait, avant la crise phylloxérique, un tiers de l'encépagement blanc de la région de Saint-Bris-le-Vineux dans l'Yonne et il reste aujourd'hui autorisé et même recommandé par l'Onivins dans l'Yonne.
En 1999, des chercheurs de l'Université de Californie à Davis ont soumis 322 échantillons de vigne à des analyses génétiques poussées. En tout, 16 cépages, dont le roublot, sont le résultat de croisements entre le Gouais blanc et le Pinot. Il s'agit de l'aligoté, de l'aubin vert, de l'auxerrois, du bachet noir, du beaunoir, du chardonnay, du dameron, du franc noir de la Haute-Saône, du gamay blanc Gloriod, du gamay du knipperlé, du melon de Bourgogne, du peurion, du romorantin, du roublot et du sacy.

## Aptitudes culturales
La maturité est de première époque tardive à deuxième époque : 6 - 10 jours après le chasselas.

## Potentiel technologique
Les grappes et les baies du roublot sont petites à moyennes. La grappe est cylindrique et lâche. Le cépage est de bonne vigueur et fertile, mais la production est très irrégulière en raison de sa sensibilité à la pourriture grise et à l'oïdium, et il semble avoir disparu quasi complètement au cours des cinquante dernières années.

## Synonymes
Le roublot est connu sous les noms de aubanne, césar blanc, césar femelle, haubanne, meslier (par erreur), plant de vaux, plant paule, robleau, roblot et roublat.